# Literatura en maltés
La literatura en maltés, a menudo también llamada literatura maltesa, es aquella literatura que se realiza en lengua maltesa, en su mayoría en Malta.

## Maltés escrito
Según el maltés iba evolucionando tras el fin del gobierno musulmán con la conquista del conde Roger I de Sicilia, había poco interés en desarrollar una forma escrita para el lenguaje. Inicialmente sólo el clero, la aristocracia y la burguesía sabían leer y escribir, y la mayoría se comunicaban en latín.
Durante siglos se desalentaba el uso del maltés con mayor o menor presión, con la esperanza de que su desaparición reforzaría los lazos con el país que dominaba las islas en el momento. Bajo el dominio de los Caballeros de Malta, tanto el italiano como el francés se empleaban en la documentación oficial y la correspondencia. Durante el dominio británico se animaba al uso del inglés a través de la educación, siendo el italiano la segunda lengua de influencia.
No fue hasta 1936 que el maltés fue reconocido como la lengua oficial de Malta. A ningún otro país europeo le faltó un estándar escrito de su lengua oficial hasta el siglo XIX, cuando hombres como Mikiel Anton Vassalli realizaron un esfuerzo concertado para transcribir la lengua maltesa, aunque ejemplos de lengua maltesa escrita existen desde el siglo XV.

## Diglosia
El desarrollo de la literatura en maltés ha estado obstaculizado por la diglosia que ha caracterizado la cultura de Malta en su historia. Durante muchos siglos el maltés era conocido como la lengua de «la cocina y el taller», mientras que el italiano era la lengua de la educación, la literatura, las artes, el derecho y el comercio.
Desde los primeros años tras la reconquista de Malta, la diglosia se manifestaba en la coexistencia de una forma desarrollada de sículo árabe y la lengua de una serie de gobernantes, sobre todo el latín, el griego, el siciliano, el francés, el español y el italiano. A partir de 1800 estas lenguas fueron prácticamente sustituidas por el inglés. Como consecuencia, el maltés ha tomado prestadas numerosas palabras de las lenguas romances y del inglés.
Así, hasta el siglo XX, la vasta mayoría de obras literarias escritas en Malta lo eran en italiano, por la comunidad de italianos malteses. De acuerdo con el profesor Oliver Friggieri:

Maltese writers developed an uninterrupted local "Italian" literary movement which went on up to about four decades ago, whereas Maltese as a literary idiom started to coexist on a wide scale in the last decades of the 19th century.  Whilst Maltese has the historical priority on the level of the spoken language, Italian has the priority of being the almost exclusive written medium, for the socio-cultural affairs, for the longest period.  The native tongue had only to wait for the arrival of a new mentality which could integrate an unwritten, popular tradition with a written, academically respectable one.
Los malteses desarrollaron un movimiento literario «italiano» local ininterrumpido que sobrevivió hasta hace cuatro décadas, mientras que el maltés como lengua literaria comenzó a coexistir a una escala importante a finales del siglo XIX. Mientras que el maltés tiene la prioridad histórica en la lengua hablada, el italiano tiene la prioridad de ser casi exclusivamente la lengua escrita para asuntos socioculturales, durante la mayor parte de la historia maltesa. La lengua nativa debía esperar a la llegada de una nueva mentalidad que podía integrar una tradición no escrita y popular con la académica y respetable.
Oliver Friggieri

## Aparición de la literatura en maltés
El texto más antiguo conocido en maltés es el poema Cantilena atribuido a Pietru Caxaro, de hacia 1470 a 1485, también conocido como Xidew il-Qada. El poema está seguido por el soneto Mejju gie' bl'Uard, u Zahar («El mes de mayo ha llegado, con rosas y flores de naranjo») de Gian Francesco Bonamico en honor del Gran maestre de la Orden de Malta, Nicolas Cotoner y de Oleza, de hacia 1672. El diccionario de maltés más antiguo conocido es de Francois de Vion Thezan Court, de hacia 1640. En 1700, un poeta anónimo de Gozo escribió Jaħasra Mingħajr Ħtija («Desgraciadamente inocente»). Una traducción del Padre nuestro apareció en la obra Specimen Lingua Punicæ in hodierna Melitensium superstitis (1718) de Johannes Heinrich Maius, como muestra de la antigua creencia de que la lengua tenía un origen púnico. Una colección de sermones por un tal Dun Ignazio Saverio Mifsud, publicados en 1739 y 1746, se consideran las primeras muestras de prosa en maltés.
Hacia 1749 un autor anónimo escribió el poema titulado Fuqek Nitħaddet Malta («Hablo de ti, Malta»), que trata sobre un levantamiento de esclavos. Pocos años después, en 1752, se editó un catecismo titulado Tagħlim Nisrani ta' Dun Franġisk Wizzino («Las enseñanzas cristianas de Don Francesco Wizzino»), tanto en maltés como en italiano. Con ocasión del carnaval maltés de 1760, se publicó una colección de versos burlescos bajo el título Żwieġ la Maltija («Matrimonio a la maltesa»), de Dun Feliċ Demarco.
Hijo del movimiento romántico, el patriota maltés Mikiel Anton Vassalli (1764–1829) saludó la aparición del maltés literario como «uno de los antiguos patrimonios [...] de una nueva nación emergente», considerando esta naciente tendencia como la afirmación de una identidad singular y colectiva, y el cultivo y la difusión de un medio de comunicación nacional como el componente más sagrado en la definición de la patria, y como la justificación más efectiva, tanto para una comunidad que reclama ser una nación, como para la subsiguiente lucha contra los gobernantes extranjeros.
Entre 1798 y 1800, mientras Malta estaba bajo el gobierno de la Francia de Napoleón, se publicó una traducción al maltés del L-Għanja tat-Trijonf tal-Libertà («Oda al triunfo de la libertad») por el Ciudadano La Coretterie, Secretario del Comisionado del Gobierno Francés con ocasión del Día de la Bastilla.

## ElsigloXIX
La primera traducción al maltés de un texto bíblico, el Evangelio de Juan, fue publicado en 1822 (traductor fue Ġużeppi Marija Cannolo), por iniciativa de la Bible Society de Malta. El primer periódico en maltés, el l-Arlekkin Jew Kawlata Ingliża u Maltija («El arlequín, o una mezcla de inglés y maltés») apareció en 1839 y contenía los poemas l-Imħabba u Fantasija («Amor y fantasía») y Sunett («Un soneto»).
El primer poema épico en maltés, el Il-Ġifen Tork («La carabela turca»), de Giovanni Antonio Vassallo, fue publicada en 1842, seguida de Ħrejjef bil-Malti («Leyendas en maltés») y Ħrejjef u Ċajt bil-Malti («Leyendas y chistes en maltés»), en 1861 y 1863 respectivamente. El mismo autor publicó el primer libro de historia en maltés, titulado Storja ta’ Malta Miktuba għall-Poplu («Historia popular de Malta») en 1862.
1863 vio la publicación de la primera novela en maltés, Elvira Jew Imħabba ta’ Tirann («Elvira o el amor de un tirano») por el autor napolitano Giuseppe Folliero de Luna. La novela Ineż Farruġ (1889) de Anton Manwel Caruana es una de las primeras novelas maltesas; modelada según las novelas históricas tradicionales italianas, como I promessi sposi de Manzoni, ha sido objeto de estudio recientemente.